# Circuit (divisió administrativa)
Un circuit va ser una divisió administrativa i política històrica de la Xina, i és una unitat administrativa històrica i moderna al Japó. El primer nivell de divisió administrativa de Corea sota la dinastia Joseon i en el Nord modern; Corea del Sud empra el mateix caràcter xinès que les divisions xineses i japoneses, però, a causa de la seva relativa importància més gran, per regla general es tradueix com a província.

## la Xina

El territori i els circuits de la dinastia Tang el 742, segons Cambridge History of China.

Els circuits es van originar a la Xina durant la dinastia Han, i es van utilitzar com una divisió administrativa de nivell comparable a la del comtat - 縣/县, també traduït com «districtes» -, però solament per ser utilitzat en àrees de les franges de l'Imperi, que estaven habitades en general per pobles no xinesos i no pertanyents a la dinastia Han, o massa aïllats geogràficament de la resta dels centres de poder del govern Han. El sistema va caure en desús després de la caiguda de la dinastia Jin Occidental.
La divisió administrativa va ser restablerta el 627 quan l'emperador Taizong de Tang va fer la divisió administrativa de més alt nivell, i es va subdividir en deu circuits de la Xina. Aquests van ser inicialment destinats a ser sols geogràfics i no administratius. L'emperador Xuanzong va afegir cinc més i a poc a poc, els circuits van anar guanyant el seu propi poder, fins que es van convertir en poderoses forces regionals del període de les Cinc dinasties i Deu regnes.
Els circuits van ser degradats a segon nivell després que la dinastia Yuan va establir províncies en un nivell superior, i van romandre així durant els propers segles. Sota la dinastia Qing, van ser supervisats com a circuit intendent o Tao-Tai (en xinès: 道臺; en pinyin: Daotai). El circuit intendent de Shanghai va ser particularment influent.
Durant la República Popular de la Xina, encara existien els circuits com a divisions administratives d'alt nivell, encara que no de nivell superior, com les del Circuit Qiongya -ara província d'Hainan-. El 1928, tots els circuits van ser reemplaçats per comitès o simplement abandonats.

## Japó
| Kinai      | Tōkaidō  | Tōsandō  |
| Hokurikudō | San'indō | San'yōdō |
| Nankaidō   | Saikaidō |          |

Els Gokishichidō sobreposats a les prefectures modernes

Durant el període Asuka (538-710), Japó va ser organitzat partint des d'Asuka (Nara) en cinc províncies i set circuits, coneguts com el Gokishichidō; (5 ki 7 dō), com a part d'un sistema legal i governamental copiat dels xinesos. Encara que aquestes unitats no van sobreviure com a estructures administratives més enllà del període Muromachi (1336-1573), van continuar sent entitats geogràfiques importants fins al segle xix. Els set circuits es van estendre en les illes d'Honshu, Shikoku i Kyushu :
- Tōkaidō (東海道) "Circuit mar de l'Est": 15 províncies (kuni)
- Nankaidō (南海道) "Circuit mar del Sud": 6 províncies
- Saikaidō (西海道) "Circuit mar de l'Oest": 8 províncies
- Hokurikudō (北陸道) "Circuit terra del Nord": 7 províncies
- San'indō (山陰道) "Circuit costat sombra": 8 províncies
- San'yōdō (山陽道) "Circuit costat sol": 8 províncies
- Tōsandō (東山道) "Circuit muntanya est": 13 províncies
- A la meitat del segle xix, l'illa septentrional d'Ezo es va colonitzar, i va rebre el nom de Hokkaido: "Circuit mar del Nord".

Al centre hi havia la regió de la capital, Kinai, dividida en cinc províncies.

## Corea
Des de finals del segle x, el Do ("província") ha estat la principal circumscripció territorial a Corea.

## Referèncides
1. 1 2 3  Край (Східна Азія) // Енциклопедія Ніппоніка: в 26 т. 2-е видання. — Токіо: Сьоґаккан, 1994—1997.
2. ↑  Nussbaum, Louis-Frédéric. (2005). "Goki-shichidō" in Japan Encyclopedia, p. 255, p. 255, a Google Books
3. ↑  Louis-Frédéric is pseudonym of Louis-Frédéric Nussbaum, see Deutsche Nationalbibliothek Authority File.